# АН-94
5,45-мм автомат Ніконова зр. 1994 (АН-94 «Абакан», Індекс ГРАУ — 6 П33) — автомат, розроблений Геннадієм Ніконовим.

## Конструкція
Автомат АН-94 сконструйований за класичною схемою: із розміщенням магазина попереду руків'я. Складається з кожуха-ложі, в якому розташовується стрілецький агрегат, руків'я пістолетного типу зі спусковим механізмом, що кріпиться до кожуха знизу, і прикладу. Стрілецький агрегат складається зі ствола і ствольної коробки, всередині якої розташовується затворна рама, затвор і курок. Автоматика працює за рахунок вільного відкату рухомого стрілецького агрегату з приводом від газового двигуна затворної рами. Замикання ствола при пострілі поворотом затвора.
Автомат може вести вогонь
1. одиночними пострілами,
2. чергами з відсічкою по 2 патрони,
3. автоматичний вогонь.

АН-94 — зброя зі зміщеним імпульсом відбою: для виключення впливу відбою на точність і купчастість стрільби конструкція розроблена так, щоб затримати вплив відбою на положення зброї до моменту, коли куля покине ствол. Автомат виконаний за «лафетною схемою», принцип затримки відбою запозичений з артилерії, де ствол відкочується при пострілі разом з затвором.
Стрілецький агрегат рухливо закріплений на напрямних кожуха. При першому пострілі він під дією відбою починає зміщуватися, тому наступний патрон подається у ствол прямо під час руху, із спеціального «проміжного» патронника; відразу після досилання проводиться другий постріл. До моменту, коли стрілецький агрегат досягає крайнього заднього положення і стрілець відчуває відбій, перші дві кулі вже встигають залишити ствол, таким чином, під час їх вистрілювання автомат практично не коливається, і точка прицілювання не зміщується. Скорострільність для перших двох пострілів в черзі сягає 1800 пострілів на хвилину. Якщо автомат знаходиться в режимі автоматичного вогню, далі механізм працює за схемою «один постріл за цикл», тобто стрілецький агрегат під дією зворотної пружини повертається в крайнє переднє положення, досилаючи черговий патрон, стріляє, а потім відбувається повний цикл відкату ствола і перезарядки без другого пострілу при відкаті, при цьому удару стрілецького агрегату в задню стінку кожуха не відбувається. Скорострільність при цьому знижується до 600 пострілів на хвилину. Таким чином, при стрільбі чергами більш ніж по два патрони компенсується відбій лише перших двох пострілів.
На кінці ствола знаходиться дуловий компенсатор, виконаний у вигляді лежачої горизонтально «вісімки». Така форма сприяє самоочищенню ствола при веденні вогню.
Корпус виготовлений із сталі і ударостійкого пластику. На автомат можуть встановлюватися як денні, так і нічні приціли. Підствольний гранатомет кріпиться до напрямної стрілецького агрегату.
Кріплення багнет-ножа розташоване не знизу, як в АК, а праворуч, що дозволяє встановлювати гранатомет, не знімаючи багнет-ножа; крім того, в рукопашній горизонтальне положення леза штик-ножа дозволяє йому легше проникати в грудну клітину, проходячи між ребрами.
Основний приціл діоптричний, регульований. Автомат споряджається штатними магазинами під набої калібру 5,45 мм від АК-74 (30 патронів), РПК-74 (45 патронів), або новими чотирирядними магазинами на 60 патронів.

## Характеристика
Автомат відрізняється високою точністю і щільністю стрільби: при стрільбі чергами по два патрони на дистанції 100 м добрий стрілець влучає двома кулями в одну точку в мішені. Високий темп перших двох пострілів позитивно позначається як на точності, так і на ефективності стрільби (в порівнянні зі стрільбою одиночними значно підвищується бронебійність, підвищується ймовірність ураження захищених цілей). Відбій при стрільбі фіксованими чергами практично не позначається на точності стрільби, можливе ведення прицільного вогню без упору автомата в плече. Проте слід враховувати, що зміщення імпульсу відбою дозволяє компенсувати відбій лише від перших двох пострілів. При стрільбі довгими чергами ефект компенсації відбою практично відсутній, і АН-94 за точністю і розкидом куль стає на одному рівні з АК-74. У режимі вогню одиночними пострілами АН-94 дещо перевершує АК-74 за рахунок більшої довжини прицільної лінії.
До недоліків АН-94 відносять високу складність конструкції: при розбиранні він поділяється на 13 деталей, серед яких дві пружини, трос і ролик. Якщо на навчання розбиранні-складання АК відводиться не більше 10 годин, то для «Абакана» потрібні тижні. Втім, не можна не відзначити, що при всій складності конструкції автомат дуже надійний.
Є зауваження до ергономіки. Дульний компенсатор виконує свою роль, але чистити його не особливо зручно. Діоптричний цілик ускладнює стрільбу при низькій освітленості, крім того, він легко засмічується.
Висловлювалася думка, що АН-94 переміг в конкурсі лише за рахунок точності короткої черги, а на експлуатаційні характеристики ніхто не звертав уваги. Це не відповідає дійсності: за точністю лідером був автомат Стечкіна, а системи зі збалансованою автоматикою не пройшли випробування саме на експлуатацію.

## Історія
У 1978 році Міністерство оборони СРСР оголосило конкурс на створення автоматичної зброї, що перевершує за бойовими якостями АК-74, що знаходився на озброєнні. Основною вимогою було підвищення ефективності стрільби, в тому числі з незручних положень: на ходу, з коліна, без упору. У результаті попереднього вивчення була прийнята для подальшої розробки схема зі зміщенням імпульсу відбою.
У 1981 році був оголошений конкурс «Абакан», в якому брало участь дванадцять моделей. За результатами конкурсу був визнаний найперспективнішим автомат АС (автомат із зміщеним імпульсом відбою), розроблений Геннадієм Ніконовим. До 1986 році автомат Ніконова було доопрацьовано і він отримав назву «АСМ» (автомат із зміщеним імпульсом, модернізований, рос. автомат со смещенным импульсом).
У 1991 році АСМ пройшов державні випробування в Таманській дивізії, показавши, в порівнянні з АК-74, значне збільшення точності стрільби фіксованими чергами, навіть із незручних положень. За результатами випробувань він був рекомендований до прийняття на озброєння. Однак, процес затягнувся. У 1997 році АСМ під офіційною назвою «5,45-мм автомат Ніконова зр. 1994 р. (АН-94)» був прийнятий на озброєння Російської армії. Автомату було присвоєно ім'я конкурсу, в якому він переміг — «Абакан». Хоча початкові плани (1980-х років) припускали повне переозброєння армії новими автоматами, модифікації автомата Калашникова залишилися на озброєнні. Зіграла роль як складність автомата, так і економічні причини.
З 1998 року АН-94 виробляється на Іжевському машинобудівному заводі малими партіями.

## Застосування і перспективи
Станом на 2000 рік, АН-94 знаходився на озброєнні окремих військових частин армії і МВС (зокрема, ОСН «Витязь», спецпідрозділів ДОН, іжевського СОБР), оскільки автомат висуває підвищені вимоги до вміння і збройової культури стрільця. Повний перехід на АН-94, наскільки відомо, не планується.
Подальші перспективи автомата не цілком зрозумілі. З одного боку, він має деякі явні переваги як перед модифікаціями АК, що знаходяться на озброєнні, так і перед іншими експериментальними моделями, а також перевершує багато зразків стрілецької зброї, що знаходяться на озброєнні інших держав. З іншого боку, складність конструкції (і, відповідно, тривалість навчання стрільців) перешкоджає використанню АН-94 для озброєння призовників. Крім того, переваги АН-94 проявляються, головним чином, не в штурмовому бою, а під час оборони укріплених пунктів і спеціальних операціях (там, де важливіша не висока щільність купчастого вогню, а надійна поразка одиночних цілей).
Крім того, існують альтернативні конструкції, які можуть бути з великим успіхом використані для масового переозброєння армії. Можливим конкурентом АН-94 є АЕК-971 — автомат зі збалансованою автоматикою, який проходить випробування у військах; він має трохи гіршу, ніж «Абакан», купчастість у режимі стрільби короткою чергою, але при стрільбі довгими чергами перевершує як АК-74, так і «Абакан», і при цьому простіше, дешевше і легше АН-94. Існують також модифікації АК-107 і АК-108, що мають аналогічно АЕК збалансовану автоматику.